# Bombkapsel 90
Bombkapsel 90 es la nomencaltura dada por la Fuerza Aérea Sueca a una bomba de racimo de caída libre sin motor con 72 submuniciones. Es fabricada por DaimlerChrysler Aerospace  en Alemania con el nombre de DWS 39 - Dispenser Weapon System 39 barrels (Sistema dispensador de armas de 39 cañones). Se trata de una mejora de su versión previa la DWS 24. Su diseño es muy similar a la AGM-154 Joint Standoff Weapon.
En la actualidad se encuentra en servicio con los Saab 39 Gripen suecos, pero será retirada de servicio debido a que Suecia decidió firmar la convención para la prohibición de las bombas de racimo.